# کیش‌واشارهی
کیش‌واشارهِی (به مجاری:  Kisvásárhely) یک منطقهٔ مسکونی در مجارستان است که در ناحیه زالاسنت‌گروت واقع شده‌است.